# اشعه سبز (رمان)
اشعهٔ سبز (به فرانسوی: Le Rayon vert) رمانی نوشته ژول ورن نویسنده فرانسوی است که در سال ۱۸۸۲ منتشر شد.
نام آن از پدیده درخش سبز گرفته شده‌است. این رمان در فیلمی با نام پرتو سبز محصول سال ۱۹۸۶ به کارگردانی اریک رومر مورد اشاره قرار گرفته‌است.
کتاب، سفر به جزایر هبرید داخلی در اسکاتلند، به ویژه ایونا و استافا را شرح می‌دهد. موضوع کتاب جستجوی «درخش سبز» است که گاهی اوقات در غروب خورشید قابل مشاهده است. نماهای فراواقعی غارهای جزیره استافا به جنبه رمزآلود کتاب می‌افزاید.

## خلاصه داستان
برخلاف اکثر آثار ژول ورن، این رمان بیشتر از اینکه یک ماجراجویی یا حتی علمی-تخیلی باشد، حال‌وهوایی عاشقانه و سفرنامه‌ای دارد.

برادران ساموئل و سباستین ملویل می‌خواهند خواهرزاده خود هلنا کمپبل را مجبور کنند تا با دانشمندِ نخراشیده‌ای به نام اریستوبولوس اورسیکلز ازدواج کند.
ژول ورن افسانه قدیمی اسکاتلندی «پرتو سبز» را برساخته‌است، نوری سبز رنگ که گاهی اوقات درست زمانی که خورشید در حال گذر از افق دریا است، وقتی آسمان صاف است، ظاهر می‌شود و بیننده را قادر می‌سازد تا از نزدیک به قلب خود نگاه کند و قلب دیگران را بخواند.
هلنا پس از خواندن مقاله‌ای در روزنامه در مورد این پدیده، تا زمانی که این پدیده بصری را نبیند، از ازدواج خودداری می‌کند. آنها به همراه خدمتکارانشان به سواحل غربی اسکاتلند و هبریدها سفر می‌کنند. در آنجا با هنرمندی به نام الیور سینکلر آشنا می‌شوند که هلنا عاشق او می‌شود. فرصت‌های زیادی برای دیدن درخش سبز، معمولاً نامناسب‌ترین لحظات، توسط اریستوبولوس تلف می‌شود. در نهایت، اشعه سبز توسط برادران و خدمتکاران دیده می‌شود، در حالی که هلنا و الیور هنگام خیره شدن به چشمان یکدیگر این پدیده را از دست می‌دهند.

## شخصیت‌های اصلی
- دوشیزه هلنا کمپبل - شخصیت اصلی، دختر زیبای هجده ساله با چشمان آبی و موهای بور
- الیزابت، ملقب به خانم بس - خانه‌دار ملویل
- مستر مک فاین - صاحب هتل کالدونیان در اوبان
- ساموئل ملویل، ملقب به عمو سم
- سباستین ملویل، ملقب به عمو سیب
- بیلی پاتریک اولدیمر - عموی اولیویه
- جان اولداک - ناخدای کشتی یاول کلوریندا
- پارتریج - خدمتکار
- اولیویر سینکلر - هنرمند تحصیل کرده بیست ساله
- اریستوبولوس اورسیکلوس - دانشمند دانش‌آموخته از دانشگاه آکسفورد و دانشگاه ادینبرو

## مبنای علمی
درخش سبز و پرتوهای سبز، پدیده‌های دیداری نادری هستند که اندکی قبل از غروب یا بعد از طلوع خورشید رخ می‌دهند. در این زمان و برای مدت کوتاهی، یک نقطه سبز بالای خورشید قابل مشاهده است یا یک پرتو سبز از محل غروب خورشید به سمت بالا پرتاب می‌شود. این پدیده معمولاً از ارتفاع کم جایی که نمای بدون مانعی از افق وجود دارد (مانند اقیانوس) مشاهده می‌شود. این ایده رمان که می‌توان مکان و زمان مشاهده پرتو سبز را پیش‌بینی کرد، هیچ مبنای علمی ندارد. البته خلبانان هواپیما این پرتوها را به‌طور مرتب می‌بینند، زیرا اغلب می‌توانند هنگام پرواز (به ویژه به سمت غرب، جایی که حرکت نسبی خورشید کمی کندتر است) افق واقعی را ببینند.
در فیلم «پرتو سبز» ساخته اریک رومر در سال ۱۹۸۶، این پدیده به عنوان عنصری محوری و نمادین به کار رفته‌است. پرتو سبز در این فیلم، به دلفین، شخصیت اصلی که با مشکلاتی روبرو است، معنا و راهنمایی می‌دهد.
کتاب ژول ورن با عنوان «پرتو سبز» در این فیلم به عنوان یک «داستان عاشقانه افسانه‌ای» مورد بحث قرار می‌گیرد. شخصیت‌های اصلی داستان در جستجوی این پدیده هواشناسی نادر غرق شده‌اند. یکی از شخصیت‌های فیلم توضیح می‌دهد که دیدن پرتو سبز، قدرت ادراک بیننده را به‌طور چشمگیری افزایش می‌دهد و او «می‌تواند احساسات خود و دیگران را نیز بخواند». دلفین با تکیه بر این ایده، از جستجوی خود برای دیدن پرتو سبز استفاده می‌کند تا بر ترس خود از صمیمیت غلبه کند.

## برگ‌های مصور در کتاب

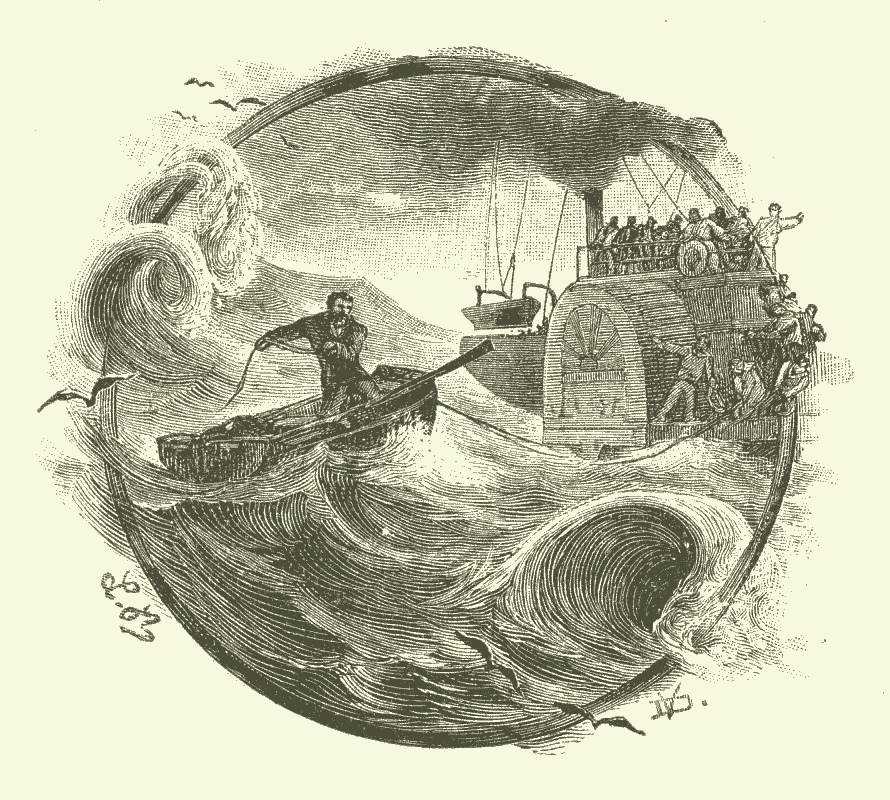
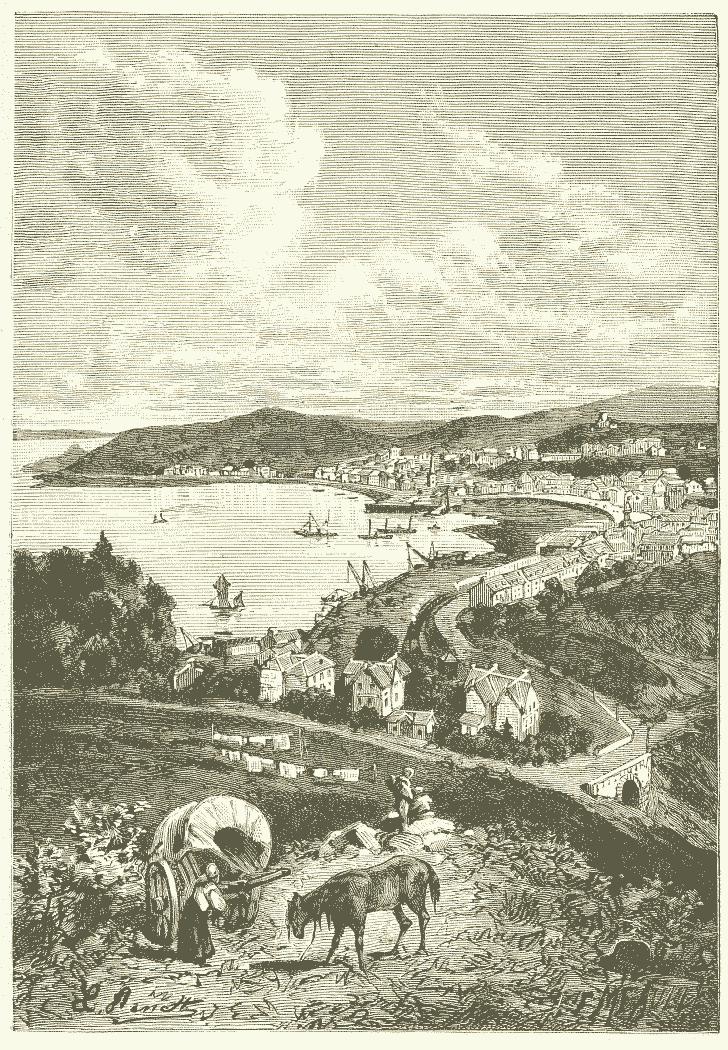
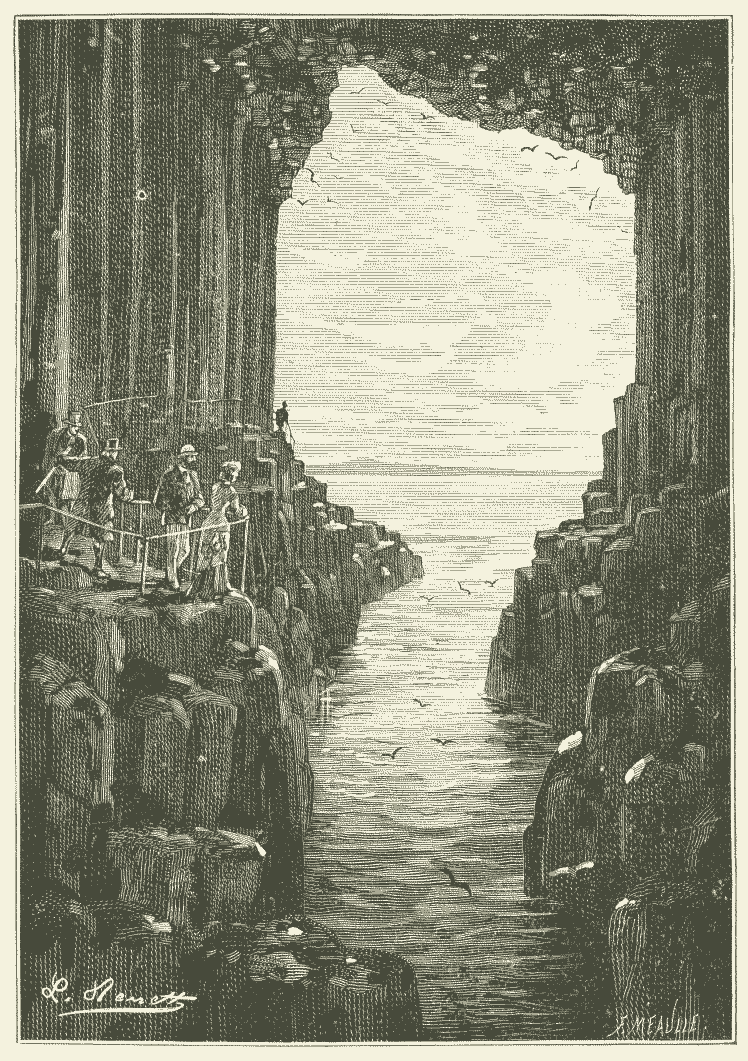